# Tuc de Lia
El Tuc de Lia és una muntanya de 2.264 metres que es troba al municipi de Canejan, a la comarca de la Vall d'Aran.